# Мергино
Ме́ргино — деревня в Алёховщинском сельском поселении Лодейнопольского района Ленинградской области.

## История
Деревня Мергина упоминается на карте Санкт-Петербургской губернии Ф. Ф. Шуберта 1834 года.

МЕРГИНО — деревня принадлежит надворной советнице Апсентовой, капитанше Качаловой, капитанше Успенской, прапорщице Палициной и господам Апрелевым, число жителей по ревизии: 27 м. п., 29 ж. п. (1838 год)

МЕРГИНО — деревня прапорщицы Анны Палициной, Успенской, Апсентовой и полковницы Нееловой, по просёлочной дороге, число дворов — 12, число душ — 18 м. п. (1856 год)

МЕРГИНА — деревня владельческая при ручье Пудосе, число дворов — 9, число жителей: 36 м. п., 39 ж. п.; Обывательская станция. (1862 год)

В 1876—1886 годах временнообязанные крестьяне деревни выкупили свои земельные наделы у М. А. и А. А. Апсеитовых и стали собственниками земли.
В 1879—1882 годах временнообязанные крестьяне выкупили свои земельные наделы у В. А. Ратькова-Рожнова.
В 1884 году крестьяне выкупили земельные наделы у А. А. и А. Ф. Палицыных.
Сборник Центрального статистического комитета описывал деревню так:

МЕРГИНА — деревня бывшая владельческая при реке Ояти, дворов — 15, жителей — 69; часовня, земская почтовая станция. (1885 год)

Согласно материалам по статистике народного хозяйства Новоладожского уезда 1891 года, одно из имений при селении Мергино площадью 226 десятин принадлежало местному крестьянину М. Я. Голованову, имение было приобретено в 1885 году; второе имение площадью 64 десятины принадлежало местному крестьянину П. Е. Петрову, имение было приобретено в 1883 году за 117 рублей.
В конце XIX — начале XX века деревня административно относилась к Суббочинской волости 3-го стана Новоладожского уезда Санкт-Петербургской губернии.
С 1917 по 1922 год деревня входила в состав Мергинского сельсовета Суббочинской волости Новоладожского уезда.
С 1922 года в составе Лодейнопольского уезда.
С февраля 1927 года в составе Шапшинской волости. С августа 1927 года в составе Оятского района.
Согласно карте Ленинградской области Северо-западного аэрогеодезического треста ГГУ издания 1932 года деревня насчитывала 25 крестьянских дворов.
По данным 1933 года деревня Мергино являлась административным центром Мергинского сельсовета Оятского района, в который входили 7 населённых пунктов: деревни Земское, Каменка, Мергино, Пахтовичи, Полянка, Потакарово, Трошево, общей численностью населения 697 человек.
По данным 1936 года в состав Мергинского сельсовета входили 7 населённых пунктов, 125 хозяйств и 4 колхоза.
В 1939 году население деревни составляло 180 человек.
С 1940 года в составе Яровщинского сельсовета.
- Деревня Мергино на карте РККА 1940 года

С 1955 года в составе Лодейнопольского района.
В 1958 году население деревни составляло 116 человек.
По данным 1966, 1973 и 1990 годов деревня Мергино также находилась в составе Яровщинского сельсовета.
В 1997 году в деревне Мергино Яровщинской волости проживали 8 человек, в 2002 году — 11 человек (все русские).
В 2007 году в деревне Мергино Алёховщинского СП проживали 7, в 2010 году — 5, в 2014 году — 4 человека.

## География
Деревня расположена в западной части района на автодороге 41К-654 (подъезд к дер. Мергино), к северу от автодороги 41К-016 (Станция Оять — Плотично).
Расстояние до административного центра поселения — 27 км. Ближайшие деревни Земское и Пахтовичи.
Расстояние до железнодорожной станции Лодейное Поле — 43 км.
Деревня находится на левом берегу реки Оять.

## Демография
| 1838 | 1862 | 1885 | 1939 | 1958 | 1997 | 2007 |
| ---- | ---- | ---- | ---- | ---- | ---- | ---- |
| 56   | ↗75  | ↘69  | ↗180 | ↘116 | ↘8   | ↘7   |
| 2010 | 2014 | 2015 | 2016 | 2017 |      |      |
| ↘5   | ↘4   | →4   | →4   | ↗5   |      |      |

### Национальный состав
Согласно данным Всероссийской переписи населения 2021 года в деревне проживали 13 человек, все русские.

## Инфраструктура
На 1 января 2014 года в деревне было зарегистрировано: хозяйств — 2, частных жилых домов — 31.
На 1 января 2015 года в деревне зарегистрировано: хозяйств — 3, жителей — 4.

## Достопримечательности
В деревне Мергино до войны находилась деревянная часовня св. Модеста, ныне утраченная.

## Улицы
Каменка, Потокарово.